# 埃普 (肯塔基州)
埃普（英語：Ep）是位於美國肯塔基州歐文縣的一個鬼鎮。

## 地理
埃普所處的海拔為高於海平面264米（即866英呎），而該地所採用的時區為UTC-5，即北美東部時區（EST）。同時該地設有夏令時間，為UTC-5調快一小時，即UTC-4（EDT）。